# Haras des Coudrettes
Pour les articles homonymes, voir HDC.
Le haras des Coudrettes (abrégé HDC) est un établissement d’élevage et de compétition équestre, fondé en 2006 par Emmanuèle et Armand Perron-Pette, en Normandie. Il s'est spécialisé dans le saut d’obstacles, se distinguant par les performances de ses chevaux sur la scène internationale.

## Histoire et Origines
Le haras des Coudrettes a été créé dans le but de sélectionner, élever et entraîner des chevaux de sport pour les compétitions de haut niveau. Depuis sa création, HDC a été impliqué dans plusieurs compétitions majeures, principalement grâce à ses chevaux, ses installations, et son équipe.

## Saut d'obstacles
Le Haras s’est fait connaître pour ses résultats en saut d’obstacles,,, avec des chevaux comme Orient Express, monté par Patrice Delaveau,, qui a remporté deux médailles d’argent aux Jeux équestres mondiaux de 2014 en Normandie, ainsi que plusieurs Grands Prix de niveau CSI5*.
Le haras compte également des chevaux tels que Silvana et Rêveur de Hurtebise, montés par Kevin Staut, qui ont contribué à plusieurs victoires d'envergure, notamment la médaille d'or par équipe aux Jeux olympiques de Rio en 2016.
D'autres chevaux, comme Ayade de Septon, Ornella Mail, Aquila, Carinjo 9, For Joy van't Zorgvliet, Quismy des Vaux, Qurack de Falaise ou encore Silver Deux de Virton, ont également obtenu des résultats notables dans des compétitions internationales.[réf. nécessaire]

## Concours complet
Le haras des Coudrettes a élargi ses activités au Concours complet d'équitation, en collaboration avec le cavalier Nicolas Touzaint.
Parmi les chevaux phares de cette discipline, Absolut Gold a contribué aux succès de l’équipe de France,, avec des résultats comme un titre de champion de France élite,,, une médaille de bronze par équipe aux Jeux olympiques d'été de 2020 organisés en 2021 à Tokyo,, et une 5e place en individuel aux Championnats d'Europe de complet de 2023, organisé au haras du Pin,. En 2024, pour leur première participation au CCI5*-L de Burhgley (et la première de Nicolas Touzaint), ils terminent dans le top 10.
Un autre cheval prometteur, Fibonacci de Lessac,,, fils de Carinjo 9, s'est distingué à l’échelle internationale,, notamment avec des podiums aux championnats du monde des jeunes chevaux,.
Le haras des Coudrettes est également engagé en équipe de France depuis de nombreuses années dans deux autres disciplines équestres : la voltige et le para-dressage,.

## Élevage
Le haras des Coudrettes a une activité centrée sur l'élevage de chevaux de sport pour le saut d’obstacles et le concours complet[source insuffisante]. Les chevaux de cet élevage sont issus des chevaux qui se sont illustrés dans des compétitions nationales et internationales[réf. nécessaire]. 
En 2023, deux chevaux nés au haras ont remporté les premières places du Championnat de France des chevaux d'obstacles de 4 ans, : il s'agit de Justmy Express et Jagger Express.
Le haras propose également des jeunes chevaux issus de son élevage à la vente.

## Collaborations
Le haras a établi des partenariats avec des cavaliers tels que Reynald Angot, depuis 2021,, champion du monde à Jerez en 2002. Cette association concerne des chevaux tels que Féline de Hus, Hugmy, Hathéna des Lys ou encore Icare Express.
En 2022, le Haras des Coudrettes apporte également son soutien à Roger-Yves Bost en établissant un partenariat avec les familles Bost et Bazire pour conserver Delph de Denat en copropriété avec Bosty pour cavalier.